# The Invisible Power
The Invisible Power is een Amerikaanse misdaadfilm uit 1921 onder regie van Frank Lloyd.

## Verhaal
De ex-gevangene Sid Chambers wil een nieuw leven beginnen met de lerares Laura Chadwick. Hij wordt lastiggevallen door rechercheur Mark Shadwell, die op zoek is naar een van zijn vroegere kompanen. Als Sid weigert zijn medewerking te verlenen, stuurt rechercheur Shadwell hem onder valse voorwendsels opnieuw naar de gevangenis. Zijn vrouw Laura is intussen doodsbang dat hun kind voor rad en galg zal opgroeien en ze geeft hem op voor adoptie. Wanneer Sid wordt vrijgelaten, zweert hij wraak op Shadwell. Hij weet niet dat de rechercheur zijn kind heeft geadopteerd.

## Rolverdeling
| Acteur              | Personage             |
| ------------------- | --------------------- |
| House Peters        | Sid Chambers          |
| Irene Rich          | Laura Chadwick        |
| DeWitt Jennings     | Mark Shadwell         |
| Sidney Ainsworth    | Bob Drake             |
| Jessie De Jainette  | Mevrouw Shadwell      |
| William Friend      | Mijnheer Miller       |
| Gertrude Claire     | Mevrouw Miller        |
| Lydia Yeamans Titus | Giechelende buurvrouw |